# Ріверсайд (Іллінойс)
Ріверсайд (англ. Riverside) — селище (англ. village) в США, в окрузі Кук штату Іллінойс. Населення — 9298 осіб (2020).

## Географія
Ріверсайд розташований за координатами 41°49′51″ пн. ш. 87°48′57″ зх. д. / 41.83083° пн. ш. 87.81583° зх. д. (41.830956, -87.815854).  За даними Бюро перепису населення США в 2010 році селище мало площу 5,17 км², з яких 5,12 км² — суходіл та 0,05 км² — водойми.

## Демографія
Згідно з переписом 2010 року, у селищі мешкало 8875 осіб у 3452 домогосподарствах у складі 2397 родин. Густота населення становила 1717 осіб/км².  Було 3680 помешкань (712/км²).
Расовий склад населення:
| - 91,3 % — білих - 2,1 % — азіатів - 1,3 % — чорних або афроамериканців - 0,2 % — корінних американців - 3,2 % — осіб інших рас |

До двох чи більше рас належало 1,8 %. Частка іспаномовних становила 10,5 % від усіх жителів.
За віковим діапазоном населення розподілялося таким чином: 25,9 % — особи молодші 18 років, 59,8 % — особи у віці 18—64 років, 14,3 % — особи у віці 65 років та старші. Медіана віку мешканця становила 42,6 року. На 100 осіб жіночої статі у селищі припадало 94,7 чоловіків;  на 100 жінок у віці від 18 років та старших — 91,2 чоловіків також старших 18 років.
Середній дохід на одне домашнє господарство  становив 135 618 доларів США (медіана — 97 727), а середній дохід на одну сім'ю — 157 779 доларів (медіана — 120 385). Медіана доходів становила 80 278 доларів для чоловіків та 65 391 долар для жінок. За межею бідності перебувало 5,1 % осіб, у тому числі 6,2 % дітей у віці до 18 років та 0,6 % осіб у віці 65 років та старших.
Цивільне працевлаштоване населення становило 4286 осіб. Основні галузі зайнятості: освіта, охорона здоров'я та соціальна допомога — 24,3 %, науковці, спеціалісти, менеджери — 16,6 %, роздрібна торгівля — 10,9 %, фінанси, страхування та нерухомість — 9,3 %.